# フラワーカップ
フラワーカップは、日本中央競馬会（JRA）が中山競馬場で施行する中央競馬の重賞競走（GIII）である。
競走名の「フラワー（Flower）」は、花を意味する英語。

## 概要
桜花賞・優駿牝馬（オークス）と続く牝馬クラシック路線の関東地区における前哨戦として位置付けられている。
1987年に創設された、4歳（現3歳）牝馬による重賞競走。施行場・距離は創設時より、中山競馬場の芝1800mで定着している。創設時の負担重量は馬齢だったが、2001年より別定に変更された。2024年からは再び馬齢重量に変更される。
外国産馬は1995年から、地方競馬所属馬は1996年からそれぞれ出走可能になり、2009年からは外国馬も出走可能な国際競走となった。

### 競走条件
以下の内容は、2025年現在のもの。
出走資格：サラ系3歳牝馬
- JRA所属馬
- 地方競馬所属馬（2頭まで）
- 外国調教馬（優先出走）
- 負担重量：馬齢重量（55kg）

### 賞金
2025年の1着賞金は3800万円で、以下2着1500万円、3着950万円、4着570万円、5着380万円。

## 歴史
- 1987年 - 4歳牝馬による重賞（GIII[注 1]）として創設[4]。
- 1995年 - 混合競走に指定、外国産馬が出走可能になる[5]。
- 1996年 - 特別指定交流競走となり、地方競馬所属馬が2頭まで出走可能となる[5]。
- 2001年
  - 馬齢表示の国際基準への変更に伴い、出走条件を「3歳牝馬」に変更[5]。
  - 名称を「時事通信杯 フラワーカップ」に変更（2005年まで）[5]。
- 2007年 - 日本のパートI国昇格に伴い、格付表記をJpnIIIに変更[8]。
- 2009年
  - 国際競走に変更され、外国調教馬が8頭まで出走可能となる[6]。
  - 格付表記をGIII（国際格付）に変更[6]。
- 2011年 - 東日本大震災および福島第一原発事故の影響により、当年に限り阪神競馬場で施行。
- 2020年 - COVID-19の流行により客を入れずに「無観客競馬」として開催[9]（2021年も同様[10]）。
- 2024年 - 負担重量を馬齢重量に変更。

### 歴代優勝馬
コース種別を表記していない距離は、芝コースを表す。
優勝馬の馬齢は、2000年以前も現行表記に揃えている。
| 回数   | 施行日        | 競馬場 | 距離  | 優勝馬             | 性齢 | タイム | 優勝騎手   | 管理調教師 | 馬主                                 |
| ------ | ------------- | ------ | ----- | ------------------ | ---- | ------ | ---------- | ---------- | ------------------------------------ |
| 第1回  | 1987年3月21日 | 中山   | 1800m | ハセベルテックス   | 牝3  | 1:50.0 | 小迫次男   | 畠山重則   | 長南浩                               |
| 第2回  | 1988年3月19日 | 東京   | 1800m | フリートーク       | 牝3  | 1:49.0 | 増沢末夫   | 鈴木康弘   | （有）社台レースホース               |
| 第3回  | 1989年3月18日 | 中山   | 1800m | リアルサファイヤ   | 牝3  | 1:50.4 | 増沢末夫   | 栗田博憲   | 荻原昭二                             |
| 第4回  | 1990年3月17日 | 中山   | 1800m | ユキノサンライズ   | 牝3  | 1:50.1 | 増沢末夫   | 鈴木康弘   | 井上基之                             |
| 第5回  | 1991年3月16日 | 中山   | 1800m | フラッシュシャワー | 牝3  | 1:49.4 | 柴田善臣   | 八木沢勝美 | 佐々木徹                             |
| 第6回  | 1992年3月21日 | 中山   | 1800m | ブランドアート     | 牝3  | 1:54.7 | 中舘英二   | 石毛善衛   | 西山正行                             |
| 第7回  | 1993年3月20日 | 中山   | 1800m | ホクトベガ         | 牝3  | 1:49.7 | 加藤和宏   | 中野隆良   | 金森森商事（株）                     |
| 第8回  | 1994年3月19日 | 中山   | 1800m | オンワードノーブル | 牝3  | 1:50.6 | 杉浦宏昭   | 二本柳俊夫 | （株）オンワード牧場                 |
| 第9回  | 1995年3月18日 | 中山   | 1800m | イブキニュースター | 牝3  | 1:54.2 | M.ロバーツ | 橋口弘次郎 | （有）伊吹                           |
| 第10回 | 1996年3月16日 | 中山   | 1800m | ヒシナタリー       | 牝3  | 1:50.5 | 角田晃一   | 佐山優     | 阿部雅一郎                           |
| 第11回 | 1997年3月15日 | 中山   | 1800m | シーキングザパール | 牝3  | 1:51.6 | 武豊       | 森秀行     | 植中倫子                             |
| 第12回 | 1998年3月21日 | 中山   | 1800m | スギノキューティー | 牝3  | 1:50.4 | 河内洋     | 浅見秀一   | 杉山美惠                             |
| 第13回 | 1999年3月20日 | 中山   | 1800m | サヤカ             | 牝3  | 1:53.7 | 柴田善臣   | 鈴木康弘   | （有）イヨ商事                       |
| 第14回 | 2000年3月18日 | 中山   | 1800m | マルターズスパーブ | 牝3  | 1:50.8 | 柴田善臣   | 堀井雅広   | 藤田与志男                           |
| 第15回 | 2001年3月17日 | 中山   | 1800m | タイムフェアレディ | 牝3  | 1:50.3 | 蛯名正義   | 中野栄治   | 鴇﨑高男                             |
| 第16回 | 2002年3月16日 | 中山   | 1800m | スマイルトゥモロー | 牝3  | 1:49.1 | 岡部幸雄   | 勢司和浩   | 飯田正剛                             |
| 第17回 | 2003年3月22日 | 中山   | 1800m | マイネヌーヴェル   | 牝3  | 1:49.5 | 横山典弘   | 稲葉隆一   | （株）サラブレッドクラブ・ラフィアン |
| 第18回 | 2004年3月20日 | 中山   | 1800m | ダンスインザムード | 牝3  | 1:50.9 | 武豊       | 藤沢和雄   | （有）社台レースホース               |
| 第19回 | 2005年3月19日 | 中山   | 1800m | シーザリオ         | 牝3  | 1:49.0 | 福永祐一   | 角居勝彦   | （有）キャロットファーム             |
| 第20回 | 2006年3月18日 | 中山   | 1800m | キストゥヘヴン     | 牝3  | 1:48.9 | 横山典弘   | 戸田博文   | 吉田和子                             |
| 第21回 | 2007年3月17日 | 中山   | 1800m | ショウナンタレント | 牝3  | 1:49.6 | 柴田善臣   | 二ノ宮敬宇 | （有）湘南                           |
| 第22回 | 2008年3月22日 | 中山   | 1800m | ブラックエンブレム | 牝3  | 1:49.5 | 松岡正海   | 小島茂之   | 田原邦男                             |
| 第23回 | 2009年3月21日 | 中山   | 1800m | ヴィーヴァヴォドカ | 牝3  | 1:49.3 | 村田一誠   | 勢司和浩   | 芹澤精一                             |
| 第24回 | 2010年3月20日 | 中山   | 1800m | オウケンサクラ     | 牝3  | 1:50.3 | 後藤浩輝   | 音無秀孝   | 福井明                               |
| 第25回 | 2011年3月26日 | 阪神   | 1800m | トレンドハンター   | 牝3  | 1:47.0 | 岩田康誠   | 松田博資   | 飯田正剛                             |
| 第26回 | 2012年3月17日 | 中山   | 1800m | オメガハートランド | 牝3  | 1:53.3 | 石橋脩     | 堀宣行     | 原禮子                               |
| 第27回 | 2013年3月16日 | 中山   | 1800m | サクラプレジール   | 牝3  | 1:50.0 | 横山典弘   | 尾関知人   | （株）さくらコマース                 |
| 第28回 | 2014年3月21日 | 中山   | 1800m | バウンスシャッセ   | 牝3  | 1:51.3 | 北村宏司   | 藤沢和雄   | （有）キャロットファーム             |
| 第29回 | 2015年3月21日 | 中山   | 1800m | アルビアーノ       | 牝3  | 1:49.4 | 柴山雄一   | 木村哲也   | 吉田和美                             |
| 第30回 | 2016年3月21日 | 中山   | 1800m | エンジェルフェイス | 牝3  | 1:49.3 | 福永祐一   | 藤原英昭   | （株）ロードホースクラブ             |
| 第31回 | 2017年3月20日 | 中山   | 1800m | ファンディーナ     | 牝3  | 1:48.7 | 岩田康誠   | 高野友和   | （有）ターフ・スポート               |
| 第32回 | 2018年3月17日 | 中山   | 1800m | カンタービレ       | 牝3  | 1:49.2 | M.デムーロ | 角居勝彦   | 石川達絵                             |
| 第33回 | 2019年3月16日 | 中山   | 1800m | コントラチェック   | 牝3  | 1:47.4 | 丸山元気   | 藤沢和雄   | （有）キャロットファーム             |
| 第34回 | 2020年3月20日 | 中山   | 1800m | アブレイズ         | 牝3  | 1:48.2 | 藤井勘一郎 | 池江泰寿   | 前田幸貴                             |
| 第35回 | 2021年3月20日 | 中山   | 1800m | ホウオウイクセル   | 牝3  | 1:49.2 | 丸田恭介   | 高柳瑞樹   | 小笹芳央                             |
| 第36回 | 2022年3月21日 | 中山   | 1800m | スタニングローズ   | 牝3  | 1:48.5 | 川田将雅   | 高野友和   | （有）サンデーレーシング             |
| 第37回 | 2023年3月18日 | 中山   | 1800m | エミュー           | 牝3  | 1:53.2 | M.デムーロ | 和田正一郎 | （株）ノースヒルズ                   |
| 第38回 | 2024年3月16日 | 中山   | 1800m | ミアネーロ         | 牝3  | 1:48.0 | 津村明秀   | 林徹       | （有）シルクレーシング               |
| 第39回 | 2025年3月22日 | 中山   | 1800m | レーゼドラマ       | 牝3  | 1:47.8 | 戸崎圭太   | 辻野泰之   | （有）社台レースホース               |

## 同名の競走
重賞競走が創設される以前に、同名の特別競走が行われていたことがある。ただし、JRAではこの競走を前身としていない。

### 優勝馬
出典が明記されている1980年以降を記載。
馬齢は、現行表記に揃えている。
| 施行日        | 競馬場 | 距離      | 条件            | 優勝馬             | 性齢 | タイム | 優勝騎手 | 管理調教師 | 馬主                 |
| ------------- | ------ | --------- | --------------- | ------------------ | ---- | ------ | -------- | ---------- | -------------------- |
| 1980年4月6日  | 中山   | 芝1600m外 | 3歳牝・オープン | ジュウジアロー     | 牝3  | 1:38.5 | 安田富男 | 加藤修甫   | 岡田充司             |
| 1981年4月4日  | 中山   | 芝1600m外 | 3歳牝・オープン | エイティトウショウ | 牝3  | 1:37.6 | 田村正光 | 奥平真治   | （株）トウショウ産業 |
| 1982年4月11日 | 中山   | 芝1800m   | 3歳牝・オープン | トシシゲエース     | 牝3  | 1:52.5 | 嶋田功   | 石栗龍雄   | 松田敏雄             |
| 1983年4月9日  | 中山   | 芝2000m   | 3歳牝・オープン | チズブエ           | 牝3  | 2:05.3 | 嶋田潤   | 藤本冨良   | 上森子鐵             |
| 1984年4月7日  | 中山   | 芝2000m   | 3歳牝・オープン | ジムベルグ         | 牝3  | 2:05.9 | 的場均   | 飯塚好次   | 山田俊一             |
| 1985年3月16日 | 中山   | 芝2000m   | 3歳牝・オープン | サリークラウン     | 牝3  | 2:04.4 | 大崎昭一 | 大久保洋吉 | 大原詔宏             |
| 1986年3月15日 | 中山   | 芝2000m   | 3歳牝・オープン | ファーストマイテイ | 牝3  | 2:10.1 | 岡部幸雄 | 田中和夫   | 安田銀治             |

出典：
- 1980年 - 『優駿』1980年6月号、日本中央競馬会、146頁
- 1981年 - 『優駿』1981年6月号、日本中央競馬会、174頁
- 1982年 - 『優駿』1982年6月号、日本中央競馬会、132頁
- 1983年 - 『優駿』1983年6月号、日本中央競馬会、194頁
- 1984年 - 『優駿』1984年6月号、日本中央競馬会、136頁
- 1985年 - 『優駿』1985年5月号、日本中央競馬会、144頁
- 1986年 -  1986年